# Nikolaï Ievtioukhine
Nikolaï Alekseïevitch Ievtioukhine (en russe : Николай Алексеевич Евтюхин) est un joueur russe de volley-ball né le 11 février 1987. Il mesure 2,08 m et joue central.

## Clubs
| Club                    | De        | À         |
| ----------------------- | --------- | --------- |
| Lokomotiv Belgorod      | 2004-2005 | 2007-2008 |
| Dinamo Krasnodar        | 2008-2009 | 2010-2011 |
| Gazprom-Iourga Sourgout | 2013-2014 | ...       |

## Palmarès
- Championnat d'Europe des moins de 21 ans (1)
  - Vainqueur : 2006
- Championnat de Russie (1)
  - Vainqueur : 2005
  - Finaliste : 2006
- Coupe de Russie (1)
  - Vainqueur : 2005